# Van Oldenneel

Van Oldenneel of Van Oldenneel de Heerenbrinck is een geslacht van oude Overijsselse adel. Er bestaat ook een tak onder de naam Van Oldeneel tot Oldenzeel.

## Geschiedenis
De stamreeks begint met Henric Vinke van Oldenelde, die in 1315 wordt vermeld. Bij Koninklijk Besluit van 4 augustus 1819 werd een lid van de familie onder het Verenigd Koninkrijk der Nederlanden erkend te behoren tot de Nederlandse adel met de titel van baron, overdraagbaar op alle afstammelingen. In 1826 gebeurde hetzelfde voor leden van het geslacht van Oldeneel tot Oldenzeel. Bij Belgisch KB uit 1842 werden twee leden van de familie Van Oldenneel de Heerenbrinck erkend te behoren tot de Belgische adel met de titel van baron.

## Genealogie
- Arnold van Oldenneel († 1571), x Mathilde van Winssum († 1597)
  - Macaire van Oldenneel († 1608), x Arnoldine Kokman († 1598)
    - Henri van Oldenneel (° 1579), x Catherine ter Holten, vrouwe van Heerenbrinck
      - François van Oldenneel, heer van Heerenbrinck, x Elisabeth van Hoevell (1624-1671)
        - François van Oldenneel (1671-1714), x Marie de Gansneb de Tengnagel (1681-1747)
          - Henri van Oldenneel (1712-1773), x Margaretha van Oldenneel (1721-1793)
            - Henri van Oldenneel (1745-1815), x Jeanne Weemaels (1773-1852)
              - Hyacinthe d'Oldenneel de Heerenbrinck (zie hierna)
              - Charles d'Oldenneel de Heerenbrinck (zie hierna)

  - Jean van Oldeneel († 1612), x Marguerite van Kloppenberg, vrouwe van Oldenzeel
    - Arnold van Oldeneel (†1676), x Christine van Nieuwenhof († 1692)
      - Jean van Oldeneel, x Suzanne van Castel
        - Jean-Aenold van Oldeneel (° 1676), x Jeanne van Rode (° 1702)
          - Charles van Oldeneel (1723-1758), heer van Oldenzeel, x Marie-Anne van der Fosse (1719-1785)
            - Jean-Albert van Oldeneel (1758-1810), x Sophie van Hoevel tot Westerflier (1776-1857)
              - Karel van Oldeneel tot Oldenzeel (zie hierna)

## Hyacinthe d'Oldenneel de Heerenbrinck
- Hyacinthe Josse Norbert d'Oldenneel de Heerenbrinck (Brussel, 7 maart 1809 - Mechelen, 11 mei 1849), luitenant-kolonel bij de cavalerie, werd in 1842 in de Belgische erfelijke adel erkend, met de titel baron overdraagbaar op alle afstammelingen. Hij trouwde in 1837 met Antoinette Errembault de Dudzeele (1817-1900).
  - Henri d'Oldenneel de Heerenbrinck (1840-1880), officier, trouwde met Marie de Wargny (1841-1892). Ze hadden een enige dochter.
  - William d'Oldenneel de Heerenbrinck (1846-1917), generaal-majoor, trouwde met Gabrielle Rouma (1843-1909), weduwe van Jean-Jacques d'Oldenneel de Heerenbrinck. Ze hadden drie dochters en een zoon.
    - Henri d'Oldenneel de Heerenbrinck (1880-1957) trouwde tweemaal, maar bleef kinderloos. Deze familietak is in 1957 uitgedoofd.

## Charles d'Oldenneel de Heerenbrinck
Charles Antoine Joseph d'Oldenneel de Heerenbrinck (Bussel, 1 juli 1810 - 31 juli 1843), kapitein, werd in 1842 in de erfelijke adel erkend, met de titel baron overdraagbaar op alle afstammelingen. Hij bleef vrijgezel.

## Karel van Oldeneel tot Oldenzeel
- Karel Hyacinthe Willem Jan van Oldeneel tot Oldenzeel (Raalte, 24 mei 1803 - Oosterhout, 10 november 1864) werd in 1826 erkend in de erfelijke adel onder het Verenigd Koninkrijk der Nederlanden. Hij trouwde in 1828 met Léocadie van der Fosse, dochter van burggraaf Alexandre van der Fosse en Marie-Eugénie d'Affaytadi de Ghistelles.
  - Alexandre van Oldeneel tot Oldenzeel (1829-1858), rechter in Breda, behorende tot de (Noord-)Nederlandse adel, trouwde in 1856 met gravin Emma van der Stegen de Schrieck (1821-1910).
    - Philippe van Oldeneel tot Oldenzeel (1857-1938), behorende tot de (Noord-)Nederlandse adel, trouwde met Marie de Wouters de Bouchout (1860-1936).
      - Werner van Oldeneel tot Oldenzeel (1888-1969), behorende tot de Belgische adel, trouwde met Zoé de Behault (1889-1981). Ze hadden drie dochters en een zoon, maar geen verdere nazaten, zodat deze familietak is uitgedoofd in de mannelijke lijn in 1969.
      - Jean van Oldeneel tot Oldenzeel (1891-1954), behorende tot de Belgische adel, trouwde met Elisabeth Ernst de Brunswyck (1896-1983). Ze kregen acht kinderen, met afstammelingen tot heden.

  - Willem van Oldeneel tot Oldenzeel: behorende tot de (Noord-)Nederlandse adel.

In 1826 werd, naast Karel-Hyacinthe van Oldeneel tot Oldenzeel, ook erkenning in de erfelijke adel verleend, met de titel baron of barones, aan zijn broer en zussen:
- Jean-Germain van Oldeneel tot Oldenzeel;
- Sophie van Oldeneel tot Oldenzeel;
- Charlotte van Oldeneel tot Oldenzeel.